# Běh na 4 × 400 metrů
Štafetový běh na 4 × 400 metrů je štafetový závod v lehké atletice. Účastní se jej kvarteto sprinterů. Každý z nich při svém běhu oběhne se štafetovým kolíkem celý jeden atletický ovál (400 metrů). Pouze první člen štafety běží s pevným startem, ostatní již přebírají kolík v pohybu a svůj úsek tak běží „letmo“. Mužský světový rekord 2:54,20 minut z roku 1998 (nejrychlejší čas všech dob) byl anulován v roce 2008 vzhledem k tomu, že jeden z účastníků (Antonio Pettigrew) se doznal k užívání nepovoleného dopingu v daném období. Platí proto dřívější SR 2:54,29 minut z roku 1993, rovněž v držení sprinterů USA.

## Současné světové rekordy – dráha
| Muži              |           |                                                              |                    |           |                |
| Rekord            | Čas (min) | Atlet                                                        | Stát               | Město     | Datum rekordu  |
| Světový rekord    | 2:54,29   | Andrew Valmon Quincy Watts Butch Reynolds Michael Johnson    | USA                | Stuttgart | 22. srpen 1993 |
| Olympijský rekord | 2:54,43   | Christopher Bailey Vernon Norwood Bryce Deadmon Rai Benjamin | USA                | Paříž     | 10. srpen 2024 |
| Evropský rekord   | 2:56,60   | Ivan Thomas Jamie Baulch Mark Richardson Roger Black         | Spojené království | Atlanta   | 3. srpen 1996  |
| Rekord MS         | 2:54,29   | Andrew Valmon Quincy Watts Butch Reynolds Michael Johnson    | USA                | Stuttgart | 22. srpen 1993 |
| Český rekord      | 3:00,99   | Matěj Krsek Pavel Maslák Vít Müller Patrik Šorm              | Česko              | Budapešť  | 26. srpen 2023 |
| Muži na iaaf.org  |           |                                                              |                    |           |                |

| Ženy              |           |                                                                                |                |           |                |
| Rekord            | Čas (min) | Atletka                                                                        | Stát           | Město     | Datum rekordu  |
| Světový rekord    | 3:15,17   | Taťjana Ledovská Olga Nazarovová Maria Piniginová Olga Bryzginová              | Sovětský svaz  | Soul      | 1. říjen 1988  |
| Olympijský rekord | 3:15,17   | Taťjana Ledovská Olga Nazarovová Maria Piniginová Olga Bryzginová              | Sovětský svaz  | Soul      | 1. říjen 1988  |
| Evropský rekord   | 3:15,17   | Taťjana Ledovská Olga Nazarovová Maria Piniginová Olga Bryzginová              | Sovětský svaz  | Soul      | 1. říjen 1988  |
| Rekord MS         | 3:16,71   | Gwen Torrenceová Maicel Malone Natasha Kaiser-Brown Jearl Milesová             | USA            | Stuttgart | 22. srpen 1993 |
| Český rekord      | 3:20,32   | Taťána Kocembová Milena Matějkovičová Zuzana Moravčíková Jarmila Kratochvílová | Československo | Helsinky  | 14. srpen 1983 |
| Ženy na iaaf.org  |           |                                                                                |                |           |                |

| Smíšená štafeta                       |           |                                                                                 |        |          |                   |
| Rekord                                | Čas (min) | Atletka                                                                         | Stát   | Město    | Datum rekordu     |
| Světový rekord                        | 3:08,80   | Justin Robunson Rosey Effiongová Matthew Boling Alexis Holmesová                | USA    | Budapešť | 19. srpen 2023    |
| Olympijský rekord                     | 3:09,87   | Karol Zalewski Natalia Kaczmarek Justyna Świętyová-Erseticová Kajetan Duszyński | Polsko | Tokio    | 31. červenec 2021 |
| Evropský rekord                       | 3:09,87   | Karol Zalewski Natalia Kaczmarek Justyna Świętyová-Erseticová Kajetan Duszyński | Polsko | Tokio    | 31. červenec 2021 |
| Rekord MS                             | 3:08,80   | Justin Robunson Rosey Effiongová Matthew Boling Alexis Holmesová                | USA    | Budapešť | 19. srpen 2023    |
| Český rekord                          | 3:11,98   | Matěj Krsek Tereza Petržilková Patrik Šorm Lada Vondrová                        | Česko  | Budapešť | 19. srpen 2023    |
| Smíšená štafeta na worldathletics.org |           |                                                                                 |        |          |                   |

## Současné světové rekordy – hala
| Muži             |           |                                                            |        |            |                |
| Rekord           | Čas (min) | Atlet                                                      | Stát   | Město      | Datum rekordu  |
| Světový rekord   | 3:01,51   | Amere Lattin Obi Igbokwe Jermaine Holt Kahmari Montgomery  | USA    | Clemson    | 9. 2. 2019     |
| Evropský rekord  | 3:01,77   | Karol Zalewski Rafał Omelko Łukasz Krawczuk Jakub Krzewina | Polsko | Birmingham | 4. březen 2018 |
| Rekord MS        | 3:01,77   | Karol Zalewski Rafał Omelko Łukasz Krawczuk Jakub Krzewina | Polsko | Birmingham | 4. březen 2018 |
| Český rekord     | 3:04,09   | Daniel Němeček Patrik Šorm Jan Tesař Pavel Maslák          | Česko  | Praha      | 8. březen 2015 |
| Muži na iaaf.org |           |                                                            |        |            |                |

| Ženy             |           |                                                                         |                        |            |                |
| Rekord           | Čas (min) | Atletka                                                                 | Stát                   | Město      | Datum rekordu  |
| Světový rekord   | 3:23,37   | Julija Guščinová Olga Kotljarovová Olga Zajcevová Olesja Krasnomovecová | Rusko                  | Glasgow    | 28. leden 2006 |
| Evropský rekord  | 3:23,37   | Julija Guščinová Olga Kotljarovová Olga Zajcevová Olesja Krasnomovecová | Rusko                  | Glasgow    | 28. leden 2006 |
| Rekord MS        | 3:23,85   | Quanera Haysová Geologne Molineová Shakima Wimbleyová Courtney Okolová  | Spojené státy americké | Birmingham | 4. březen 2018 |
| Český rekord     | 3:28,47   | Naděžda Koštovalová Ludmila Formanová Helena Fuchsová Hana Benešová     | Česko                  | Paříž      | 9. březen 1997 |
| Ženy na iaaf.org |           |                                                                         |                        |            |                |